# Jai alai
La jai alai in lingua basca o cesta punta in lingua castigliana è una specialità sferistica di palla basca.
L'espressione basca jai alai (coniata nel 1875 dallo scrittore basco Serafin Baroja) significa festa allegra, mentre cesta punta in castigliano significa cesta appuntita alludendo alla chistera utilizzata nel gioco. Questo sport è praticato in diverse nazioni e in Italia lo sferisterio più noto dove gareggiano i professionisti è quello di Milano.

## Regolamento

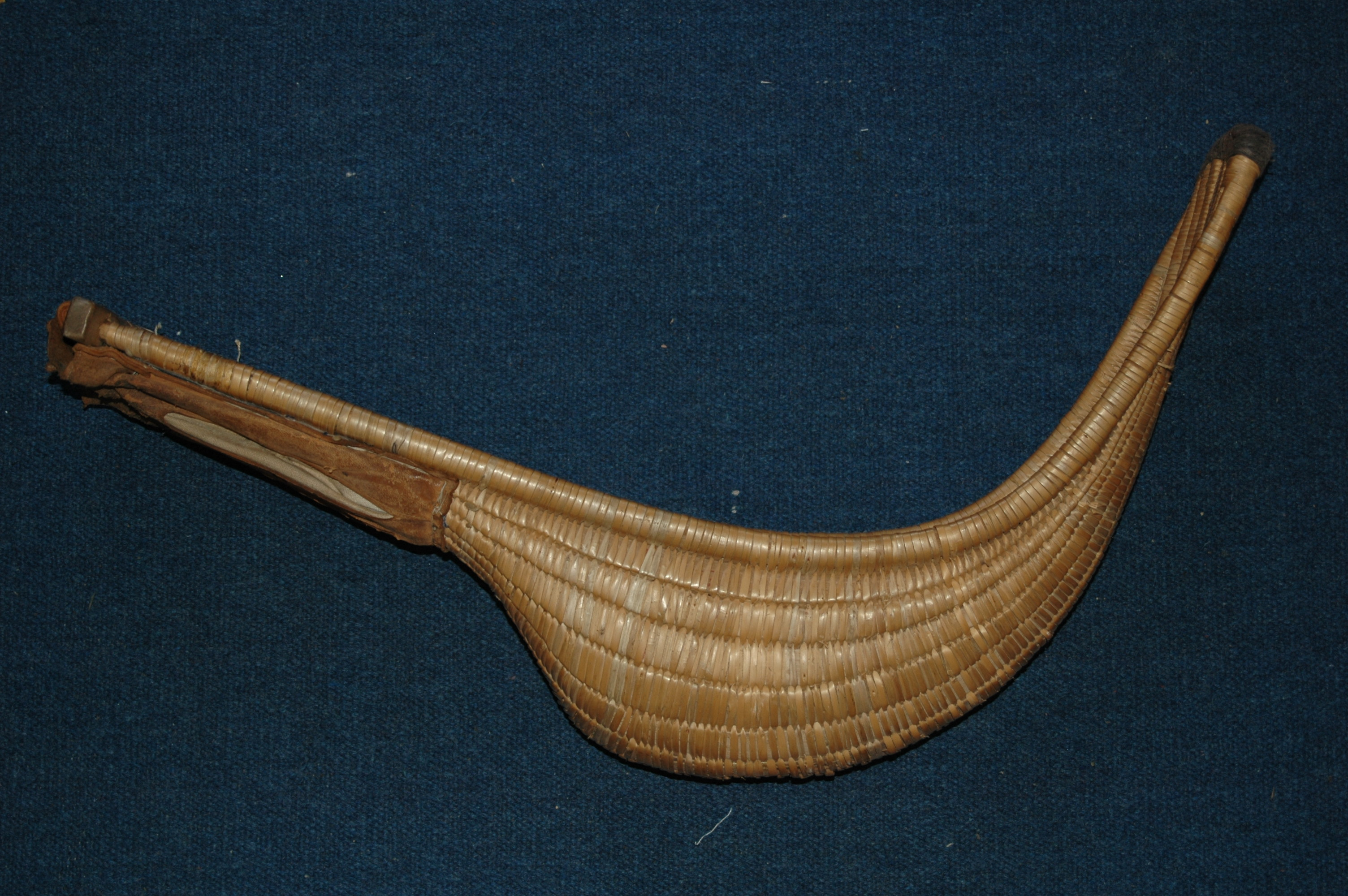
Attrezzo chiamato chístera

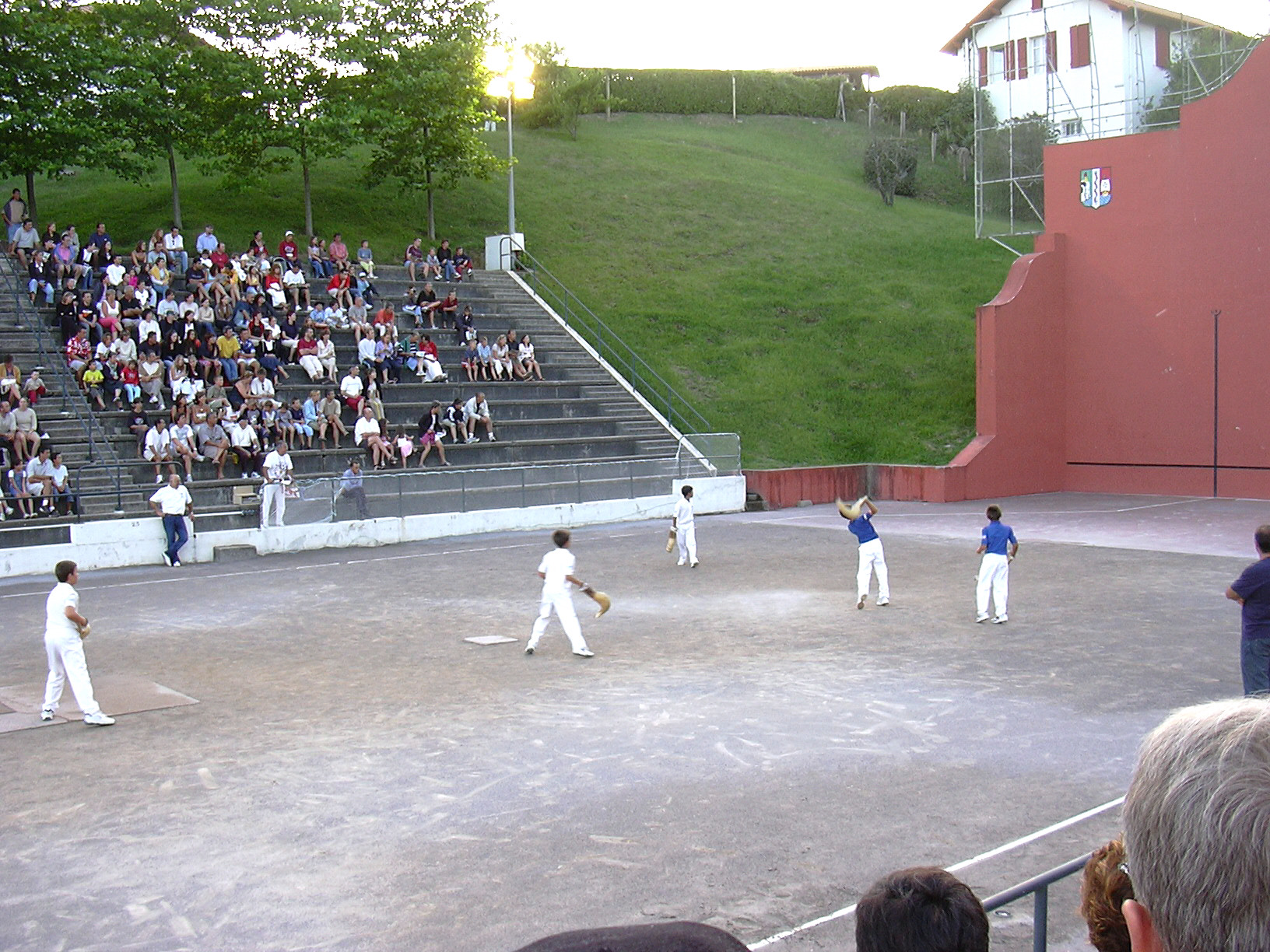
Campo all'aperto di Bidart

Le forme di gioco dei professionisti sono due: individuale e doppio. Il campo, in sferisterio al coperto o all'aperto, è costituito da uno spazio rettangolare, lungo tra 54 e 60 m., delimitato da un muro frontale che si estende lateralmente a sinistra e posteriormente ai giocatori. Questo sport è praticato con una specie di cesta in vimini a forma affusolata detta chistera, lunga circa 50 cm. e di peso massimo 6 etti, che nella sua cavità può contenere una palla di caucciù avvolta prima in fili di lana e poi in pelle del peso di circa 125-140 g. Gli atleti devono lanciare energicamente la palla verso il muro frontale affinché il rimbalzo sia incontrollabile dagli avversari: la palla raggiunse la velocità di 302 km/h durante una partita nel 1979.
A causa delle alte velocità della palla, è obbligatorio indossare i caschi per tutti i giocatori: dai principianti ai professionisti. La partita è vinta da chi totalizza 35 punti. Nella variante chiamata remonte, che differisce poco dall'originaria, la partita è vinta da chi totalizza 40 punti.

## I campioni
Tra i professionisti di sempre ricordiamo i seguenti campioni:
- Jesús Abrego
- José de Amézola
- Joseph Apesteguy
- Maurice Durquetty
- Etchegaray
- Koteto Ezkurra
- Fernand Forgues
- Francisco Villota

specialisti della variante remonte:
- Koteto Ezkurra
- Jesús Abrego Narvarte